# Fritz Jack
Friedrich Johann Baptist „Fritz” Jack (ur. 24 grudnia 1879 we Frankfurcie nad Menem, zm. 6 kwietnia 1966 w Bad Homburg vor der Höhe) – szermierz reprezentujący Cesarstwo Niemieckie, uczestnik letnich igrzysk olimpijskich w 1908, 1912 oraz 1928 roku.